# Хигашиосака
Хигашиосака (東大阪市, Higashiōsaka-shi, literally "East Osaka City") е град в префектура Осака, Южноцентрална Япония. Населението му е 495,011 жители (по приблизителна оценка от 1 Юли 2019 г.) . Площта му е 61,81 km². Кмет към 2011 г. е Джунзо Нагао. Намира се в часова зона UTC+9.

## Побратимени градове
- Глендейл (Калифорния, САЩ)